# Fanfare Ciocărlia

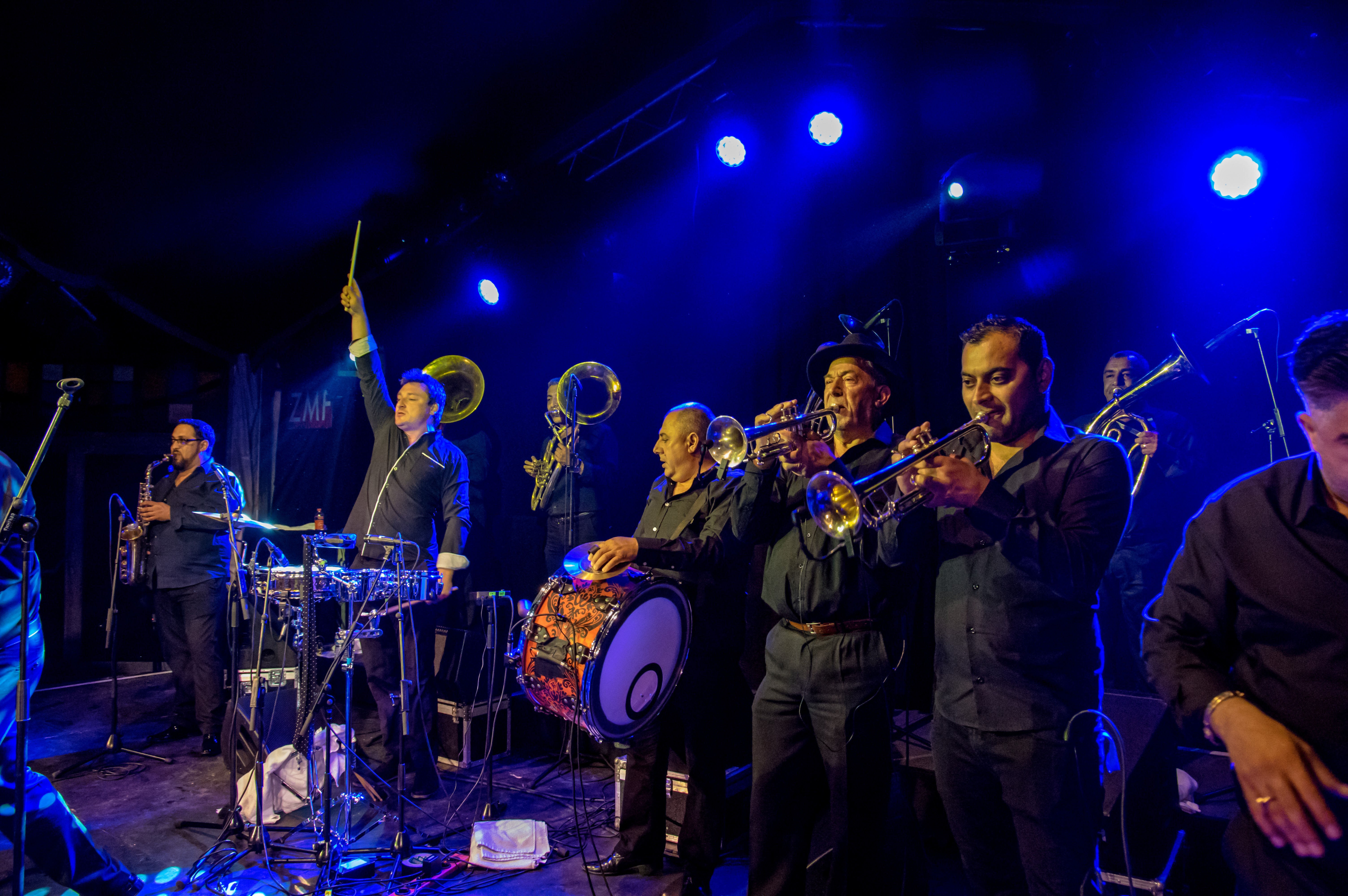
Fanfare Ciocărlia. Zelt Musik Festival 2017 Фрайбург, Германия

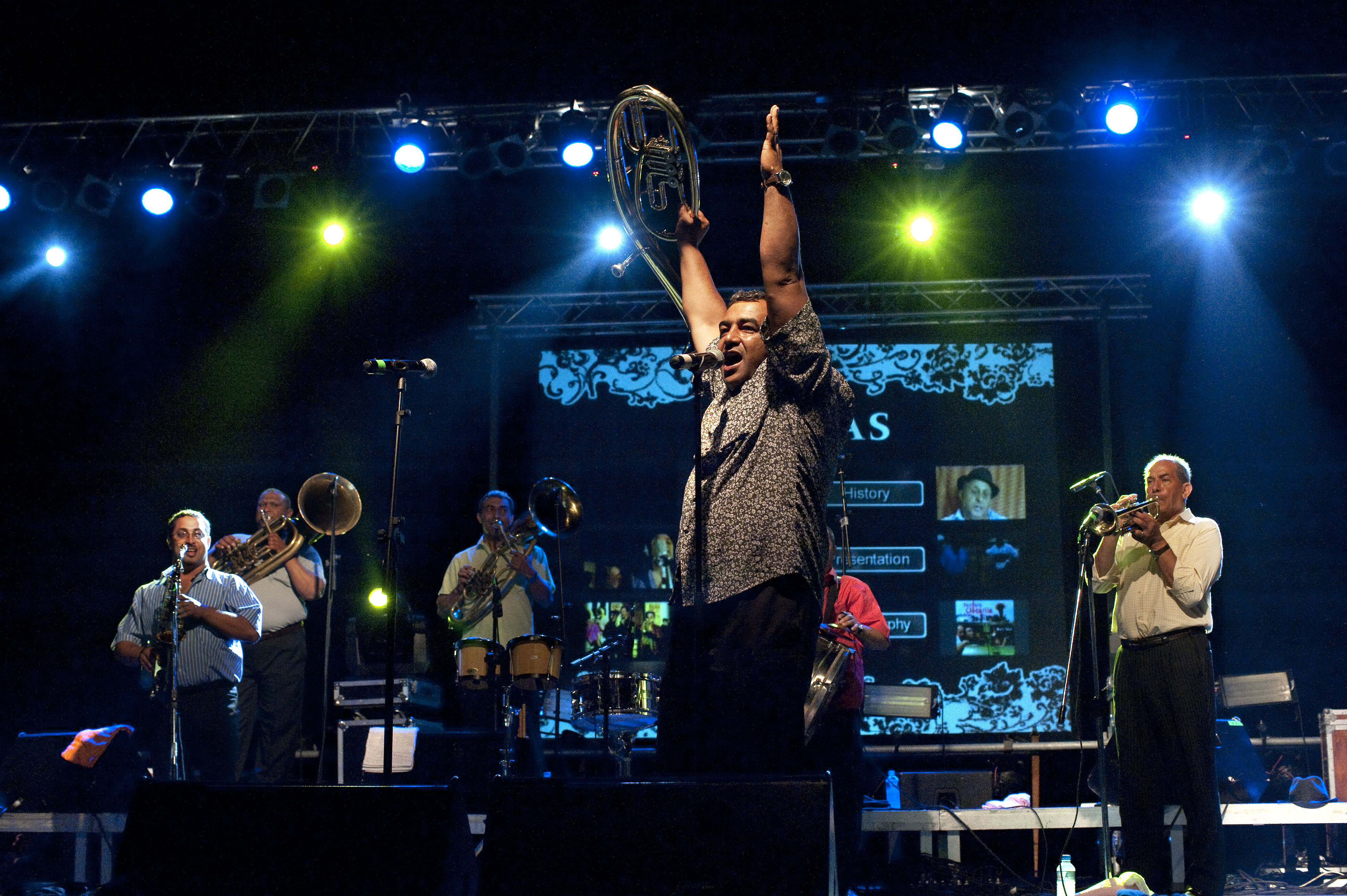
27 iunie 2009: Fanfare Ciocârlia @ Atena, Grecia.

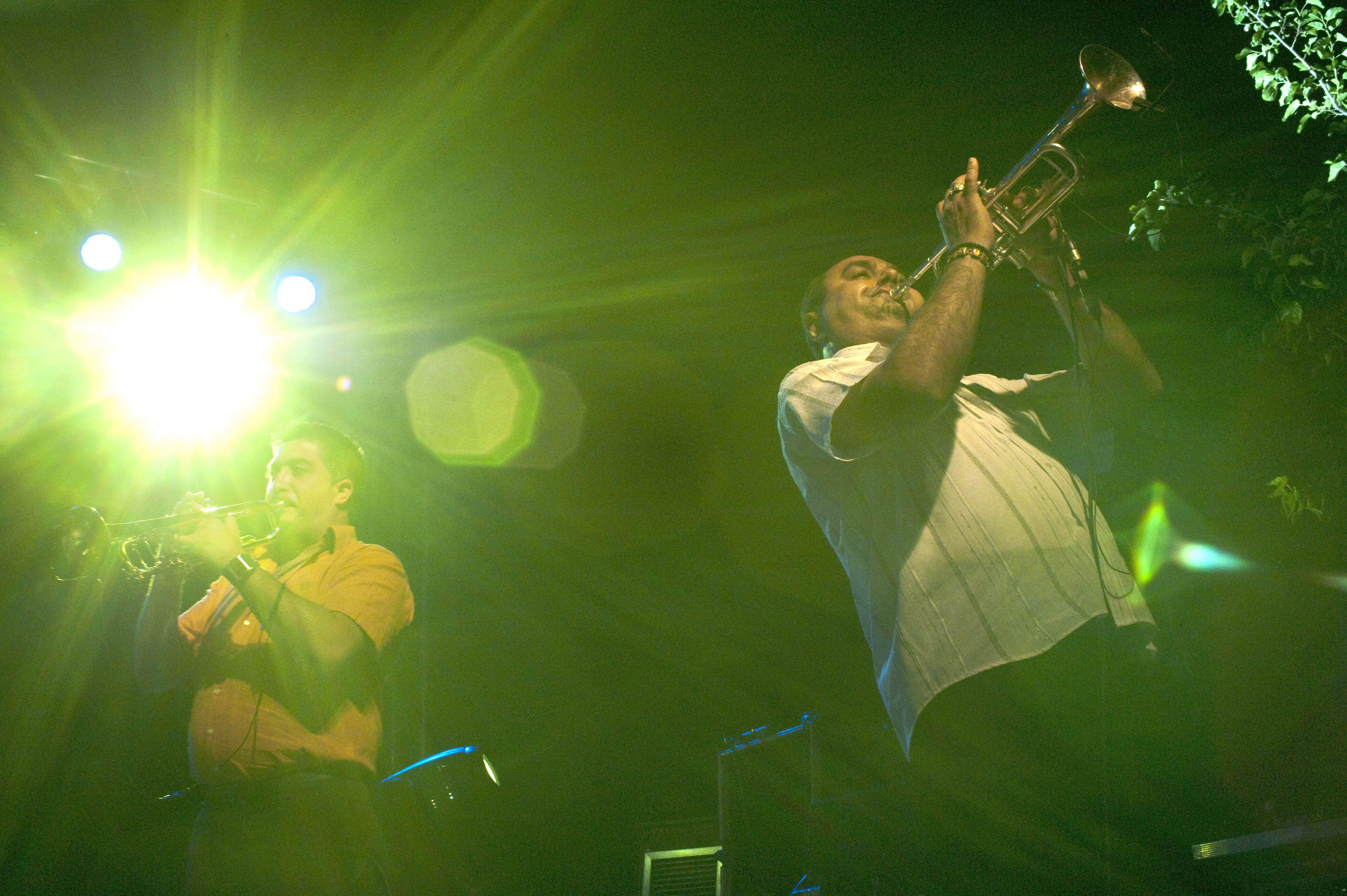
27 iunie 2009: Fanfare Ciocârlia @ Atena, Grecia.

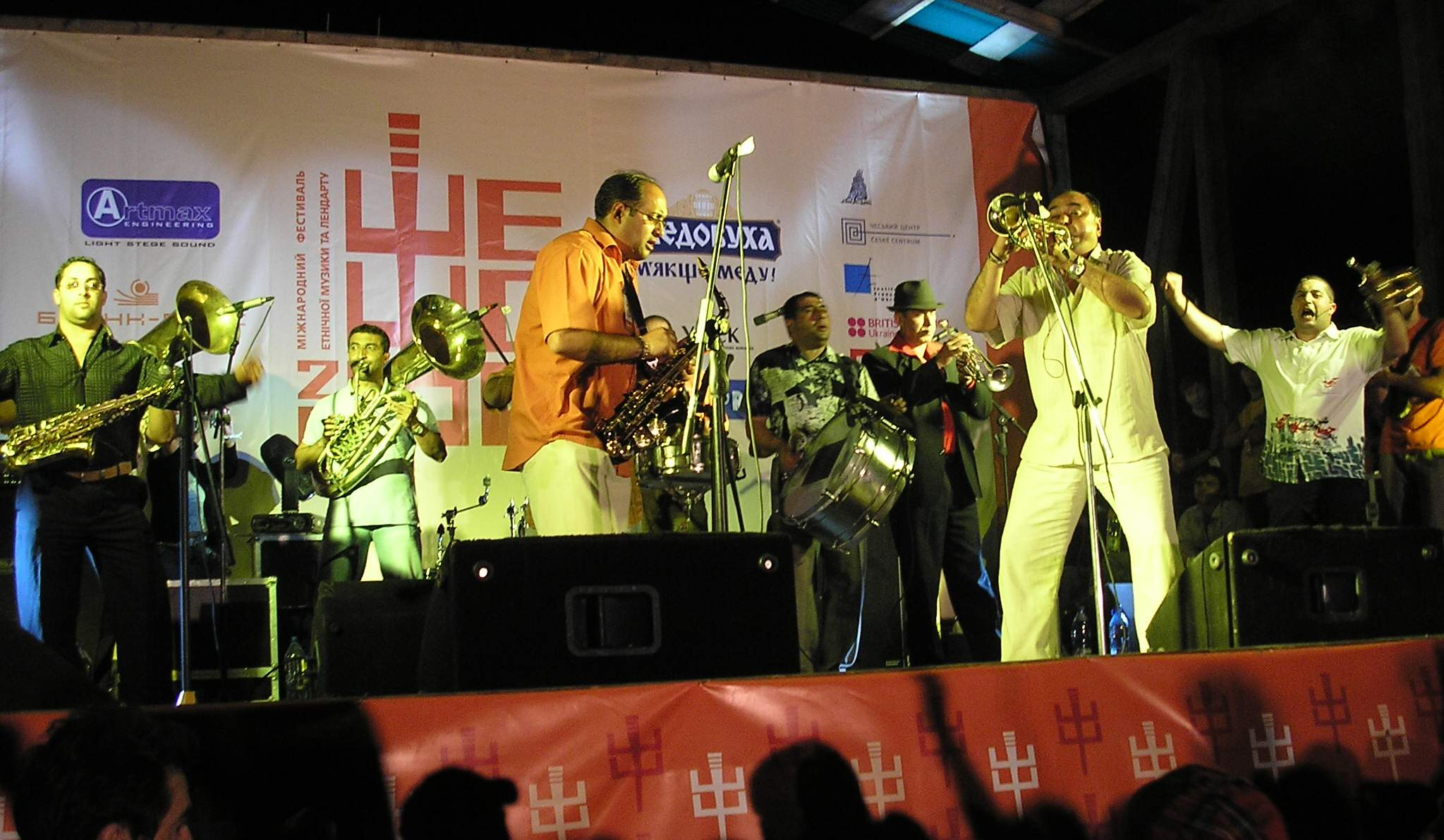
Fanfare Ciocârlia la festivalul internațional de muzică țărănească "Sheshory-2006", Ucraina

Fanfare Ciocârlia este o formație cunoscută de muzică balcanică formată din 12 lăutari de origine romă din satul Zece Prăjini, nord-estul României. Membrii Fanfarei Ciocârlia sunt considerați pionieri ai genurilor Balkan Brass (Alama balcanilor) și Balkan Beats (Beat-uri balcanice). Rapiditatea, dinamica, inteligența, vioiciunea, precum și tonul estic unic ce caracterizează muzica Fanfarei Ciocârlia le-a asigurat popularitatea pe plan internațional. Toți membrii formației sunt romi, ea fiind recunoscută ca una dintre cele mai populare formații țigănești  contemporane din Europa.
Fanfara Ciocârlia este cunoscută în principal datorită sunetului foarte vioi, rapid, plin de energie, cu ritmuri complexe și spirit alert, cu solo-uri executate în mod sacadat la clarinet, saxofon și trompetă, uneori cu mai mult de 200 de bătăi pe minut [1]. Concertele live pline de energie ale Fanfarei Ciocârlia sunt apreciate pentru spiritul lor precum și pentru senzația de haos controlat – membrii pot sufla la întâmplare din corni sau clarinete în mijlocul unui cântec – în timp ce continuă să cânte la instrumentele lor vechi și uzate pe scenă.
Fanfara Ciocârlia este cunoscută și pentru talentul de a rearanja cântece celebre (Born To Be Wild, James Bond Theme, Caravan, Summertime) într-o manieră proprie. Fanfara Ciocârlia nu folosește niciodată partituri în concertele sale. Din 1996, de la apariție, Fanfara Ciocârlia a susținut mai mult de două mii de concerte în peste 70 de țări. În 2016, formația va sărbători 20 de ani de la înființare prin intermediul unui turneu mondial. 

## Originile formației în Moldova, nord-estul României
Fanfara Ciocârlia își are originile în micuțul sat moldovenesc Zece Prăjini, în nord-estul României. Zece Prăjini este un sat populat în întregime de familii rome, unde în mod tradițional bărbații fie practică agricultura de subzistență, fie lucrează la fabricile din orașele învecinate. Mulți bărbați din sat obișnuiau să cânte cu ocazia nunților sau botezurilor din localitate. Ei preferau instrumentele din alamă, degetele lor fiind prea aspre în urma muncii la câmp pentru a putea cânta și la instrumente cu corzi. A cânta la un instrument constituia o tradiție de familie, transmisă de la tată la fiu, și chiar dacă satul era cunoscut în zonă pentru muzicienii săi, nici unul nu se considera propriu-zis muzicant profesionist. 
Fanfara Ciocârlia este o formație cu nouă până la doisprezece membri, ale cărei rădăcini sunt reprezentate de fanfarele militare din Austria și Turcia. Printre instrumentele Fanfarei Ciocârlia se află trompete, cornul tenor și bariton, tuba, clarinete, saxofoane, toba mare și percuție. Versurile cântecelor sunt fie în romani, fie în română. Stilul lor muzical se trage în primul rând din tradiția muzicii tradiționale de dans românească sau romă, însă ei împrumută liber din stiluri muzicale turcești, bulgare, sârbești și macedonene, încorporând în repertoriul lor vast și melodii colectate din radioul internațional, Hollywood sau Bollywood.

## De la obscuritatea rurală către faima europeană: 1996 – 1999
Henry Ernst, un inginer de sunet din Germania de Est ce călătorea frecvent în Romania, s-a întors în nordul țării în 1996 pentru a căuta în satele din zonă muzicanți tradiționali. În Moldova, un fermier i-a sugerat să meargă în micuțul sat rom Zece Prăjini, unde exista deja o fanfară ce cânta la nunți și botezuri. Ernst a pornit către Zece Prăjini – satul era atât de obscur încât localnicii se mândreau cu faptul că ”nu se află pe nici o hartă” – cerând informații despre fanfară la sosire. I s-a făcut cunoștință cu Ioan Ivancea, un fermier local și clarinetist, considerat conducătorul muzicanților din sat. Ivancea l-a invitat pe Ernst să poposească la el, adunând formația pe care o conducea și oferindu-i o reprezentație. Ernst a fost impresionat de viteza, măiestria, rafinamentul formației, de repertoriul său și de acordurile unice. Ernst a realizat și faptul că formația sătească era una dintre puținele fanfare țigănești ce mai rămăseseră în România și, deși erau izolați de muzica contemporană, cântau într-o manieră destul de diferită de alte fanfare balcanice din sudul Serbiei, Macedonia, Bulgaria. Ernst a plecat hotarât să se reîntoarcă în Germania și să organizeze un turneu pentru Fanfara Ciocârlia – numele pe care formația îl alesese – spunându-le muzicanților să-și depună actele pentru pașapoarte. Înapoi în Germania, cu ajutorul prietenului său Helmut Neumann, Ernst a reușit să obțină pentru Fanfara Ciocârlia o serie de angajamente pentru festivaluri și cluburi. Deși turneul a fost un succes, l-a costat pe Ernst economiile de-o viață, astfel că atunci când a luat sfârșit, acesta nu preconiza că va mai avea să repete experiența. A primit însă un telefon de la WDR, instituție germană de radiodifuziune publică și promoter de festival la acea vreme, cei de acolo dorind să obțină serviciile Fanfarei Ciocârlia, fiind dispuși să plătească o retribuție care să acopere transportul, vizele și alte cheltuieli, rămânând și fonduri suficiente pentru ca Ernst și Neumann să înființeze agenția de management și impresariat Asphalt Tango.
Fanfara Ciocârlia a câștigat rapid o mulțime de admiratori în nordul Europei datorită sunetului puternic al instrumentelor din alamă apreciat de fanii rock-ului și rave-ului și de publicul internațional. În 1997, Ernst și Neumann au îndrumat Fanfara Ciocârlia către studioul bucureștean Electrecord, unde aceștia au înregistrat albumul de debut. Albumul, intitulat Radio Pașcani, a fost lansat prin intermediul casei de discuri berlineze Piranha Musik în 1997, având un succes imediat. Radio Pașcani a primit recenzii extrem de pozitive – mulți critici au notat faptul că nu au mai auzit vreo fanfară care să cânte cu o asemea viteză și savoare balcanică – devenind mai apoi unui dintre cele mai bine vândute albume din catalogul Piranha Music (s-a vândut în peste 150.000 de exemplare pe CD) și unul dintre cele mai populare albume din Europa de est lansate în vest.

## De la succesul european către faima mondială: 1999 – 2005
Pentru Fanfara Ciocârlia au urmat apoi o serie de turnee, ei cântând în toată Europa și chiar pentru prima dată în S.U.A. în 1999. Cel de-al doilea album al formației, Baro Biao, înregistrat tot în București la studiourile Electrecord și lansate de Piranha Musik, prezintă pe coperta exterioară faimoasa fotografie făcută de Arne Reinhardt ce înfățișează Fanfara Ciocârlia cântând la instrumente în timp ce se află într-o mașină în mișcare. Baro Biao a fost bine primit și a sporit și mai mult popularitatea internațională a Fanfarei Ciocârlia. Au urmat angajamente în Japonia și Australia precum și la Festivalul Womad din Marea Britanie. 
În 2001, Piranha Musik a lansat cel de-al treilea album al Fanfarei Ciocârlia, Iag Bari. Ian Bari demonstează abilitatea formației de a reinterpreta melodii celebre de jazz (West Side Blues), alături de balada folclorică românească Lume, Lume (lor alăturându-li-se în studio formația vocală Angelite din Bulgaria, formată exclusiv din voci feminine) și piese pline de energie românești și țigănești în care deja se specializaseră.
Fanfara Ciocârlia a continuat turneele internaționale extinse, regizorul de film Ralf Marschalleck urmându-i din satul natal către Berlin și până în Tokyo pentru documentarul său de lungmetraj Iag Bari – Brass On Fire (Alamă în flăcări). Filmul a fost lăudat pentru captarea abilității Fanfarei Ciocârlia de a binedispune audiențele, cât și a căldurii, istețimii formației, atât pe scenă cât și în afara ei. Ernst și Neumann fondaseră deja Asphalt Tango Records, casă de discuri ce a lansat în 2004 DVD-ul Gypsy Brass Legends – The Story Of The Band (Legende ale Gypsy Brass-ului – Povestea formației), având în centru Fanfara Ciocârlia. DVD-ul a inclus și filmul lui Ralf Marschalleck, Iag Bari – Brass On Fire, un concert live în Berlin precum și diverse extra-uri. Songlines Magazine a lăudat Gypsy Brass Legends – The Story Of The Band, spunând că ”fixează noi standarde pentru DVD-uri muzicale, indiferent de țară și gen muzical”.
În 2005, Ernst și Neumann au produs un alt album al Fanfarei Ciocârlia, Gili Garabdi – Ancient Secrets of Gypsy Brass (Secretele antice ale Gypsy Brass-ului), acesta fiind înregistrat atât în satul de origine al formației, Zece Prăjini, cât și în studiourile din Berlin. Albumul conține, printre altele, interpretări ale pieselor 007 (James Bond Theme) și Caravana lui Duke Ellington. Ambele piese interpretate în manieră proprie sunt unele dintre cele mai îndrăgite din întreg repertoriu formației. DJ-ul britanic de muzică a lumii Charlie Gillett a introdus deseori piesa Caravan în show-urile sale de la radio BBC, incluzând-o pe compilația sa dublu CD World 2006 (Rhino). În 2005, Fanfara Ciocârlia a apărut pe coperta cărții lui Garth Cartwright, Princes Amongst Men: Journeys With Gypsy Musicians (Prinți printre oameni – Călătorii cu lăutari romi; Serpents Tail). Cartea conține interviuri cu Ernst, Ivancea și membri ai Fanfarei Ciocârlia. 

## Moartea lui Ioan Ivancea & începerea colaborărilor legate de concerte și înregistrări: 2005 – 2015
Ioan Ivancea a fost diagnosticat cu cancer în 2005 și, după o boală scurtă, a murit în octombrie 2005. După o perioadă de doliu, Fanfara Ciocârlia a hotarât să-și continue aventura. Muzica balcanică țigănească se afla acuma la apogeul popularității sale, Fanfara Ciocârlia fiind considerată una din formațiile cele mai de succes ale genului, concertele lor atrăgând audiențe numeroase și discurile lor fiind preferate de Dj-ii din cluburi. Ernst și Neumann au decis că un mod eficient de a celebra viața lui Ivancea și de a valorifica entuziasmul publicului pentru muzica țigănească era Queens & Kings (Regine & Regi). Asta a însemnat aducerea unui număr de invitați care să cânte din voce pe anumite piese selectate, acompaniați de Fanfara Ciocârlia. Vocaliștii contractați pentru Queens & Kings au fost Esma Redzepova (Macedonia), Saban Bajramovic (Serbia), Kaloome (Franța), Ljiljana Butler (Bosnia), Jony Iliev (Bulgaria), Florentina Sandu (România), Dan Armeanca (România), Mitsou (Ungaria). Albumul se încheia cu Farewell March (Adio martie), o baladă funerară cântată de Ioan Ivancea ce fusese înregistrată de Ernst fără a fi însă lansată, și Born To Be Wild, varianta Fanfarei Ciocârlia a cântecului lui Steppenwolf pe care formația îl înregistrase pentru soundtrack-ul filmului Borat: Învățături din America pentru ca toată nația Kazahstanului să profite. Primul concert pentru promovarea Gypsy Queens & Kings a avut loc în București, România, în decembrie 2006, acesta fiind și primul concert susținut de Fanfara Ciocârlia în capitala României, aceștia fiind însoțiți pe scenă de Esma Redzepova, Mitsou, Jony Iliev și Mitsou. Albumul Queens & Kings a fost lansat de Asphalt Tango în 2007, formația mergând apoi în turneu în Europa și Australia. Turul a inclus inițial Fanfara Ciocârlia alături de Esma Redzepova, Kaloome, Jony Iliev și ocazional Mitsou sau Ljiljana Butler. După ce au petrecut mai mult de doi ani în turneul Gypsy Queens & Kings, Fanfara Ciocârlia și-a acordat un an de odihnă, întorcându-se acasă, în România, în timp ce turneul a continuat cu formația de lăutari romi din București Mahala Rai Banda, aceasta acompaniindu-i pe vocaliști în a doua jumătate a anului 2009 și mare parte din 2010.
Formația a câștigat premiul World Music Award pentru Europa acordat de BBC Radio 3 în 2006.
Asphalt Tango Records a lansat Princes Amongst Men – The Soundtrack To The Book (soundtrack-ul cărții) în 2008. Această compilație pe CD a venit ca un supliment la ediția în limba germană a cărții lui Garth Cartwright, Princes Amongst Men: Journeys With Gypsy Musicians, cu Fanfara Ciocârlia pe copertă. În Septembrie 2009, Asphalt Tango Records a lansat simultan două albume ale Fanfarei Ciocârlia: concertul live susținut de formație în Berlin inclus și pe DVD-ul Gypsy Brass Legends (acest DVD fiind inclus ca parte a pachetului) și Best of Gypsy Brass, un album vinil compilație cu înregistrările Fanfarei Ciocârlia.
Fanfara Ciocârlia s-a întors în studio la începutul anului 2011, cu Ernst producând pentru sesiunea Balkan Brass Battle (bătălia lăutarilor din Balcani). Aceste sesiuni - și concertele ce au urmat – au reprezentat așa-zise confruntări între Fanfara Ciocârlia și fanfara țigănească din Serbia, Boban & Marco Markovic Orkestar. Alăturarea celor mai importante fanfare din Balcani s-a dovedit populară, cele două mergând în mai multe turnee europene și împărțind scena într-o confruntare prietenoasă, câștigătoare fiind cea care a generează cel mai înflăcărat răspuns din partea publicului.
În 2013, Fanfara Ciocârlia a efectuat un turneu extins în America de Nord. Aceștia au înregistrat și un album în Toronto, Canada împreună cu chitaristul canadian Adrian Raso. Raso, care cântă în special jazz țigănesc și hard rock, a fost fascinat de sunetul Fanfarei Ciocârlia și le-a propus să facă sesiuni de înregistrări împreună. Sesiunile, produse de Ernst, au creat albumul The Devil's Tale (Povestea diavolului). Acesta a fost lansat de Ashphalt Tango Records în 2014 și a demonstrat abilitatea Fanfarei Ciocârlia de a cânta o muzică mai lentă, de atmosferă. Atât criticii și cât și publicul au răspuns pozitiv la apariția The Devil's Tale iar în 2015, după ce Fanfara Ciocârlia a apărut ca formație principală pe scenele de la Womadelaide în Australia și Woman Taranki în Noua Zeelandă, s-au alăturat lui Raso și ansamblului său rock pentru a porni pentru prima dată în turneul dedicat The Devil's Tale.

## Influența în America de Nord
Unele cântece de pe albumul de debut, Radio Pașcani (în special ”Ah Ya Bibi”) au fost foarte apreciate de fanii americani ai muzicii țigănești. Muzicienii americani de muzică lăutărească Balkanarama au făcut un cover după piesa "Ah Ya Bibi" pe care l-au inclus pe albumul lor din 2003, Nonstop. Estradasphere, formație eclectică din Santa Cruz de jazz/rock/metal, cunoscuți pentru interpretările destul de dese de muzică țigănească, cântă adesea "Ah Ya Bibi" la show-urile lor live (pe EP-ul lor, ”The Silent Elk of Yesterday", piesa este înregistrată sub titlul "A Tune by F.F.C."). Hungry March Band din New York au făcut un cover al cântecului ”Ashphalt Tango” pe CD-ul lor On the Waterfront, iar Extra Action Marching Band a înregistrat ”Suita Ciocârlia” pe CD-ul lor Live.
Fanfara Ciocârlia a fost invitată să cânte la petrecerea organizată cu ocazia împlinirii a 50 de ani a lui Danny Elfman, la Hollywood, în 2003. [1]

## Balkan Beats: influența Fanfarei Ciocârlia asupra muzicii dance
Fanfara Ciocârlia sunt considerați pionieri ai genului muzical dance Balkan Beats. Balkan Beats este numele născocit în 2001 de DJ-ul de origine bosniacă ce trăiește în Berlin Roberto Soko pentru un club de noapte pe care l-a inaugurat folosing acorduri de muzică lăutărească balcanică. Fanfara Ciocârlia a fost printre formațiile mixate de Soko, și, de atunci, muzica lor a devenit o piesă de bază pentru DJ și remixeri ce folosesc muzica balcanică în cluburi.
Cântecul Fanfarei Ciocârlia ”Asfalt Tango” a fost folosit de Basement Jaxx, un grup de dans electronic britanic pentru cântecul ”Hey U” inclus pe albumul lor din 2006, Crazy Itch Radio.
Un cover al soundtrack-ului James Bond este inclus pe albumul Gypsy Beats and Balkan Bangers compilat de Felix B de la Basement Jaxx.

## Apariție în filme
Filmul de lungmetraj Iag Bari - Brass on Fire, regizat de Ralf Marschalleck, prezintă viața membrilor Fanfarei Ciocârlia, punând accentul pe contrastul dintre micul sat țigănesc Zece Prăjini și marile săli de spectacole unde aceștia își cântă muzica. Acesta avea să câștige Premiul pentru cel mai bun documentar la Festival De Cine Documental Musical în Barcelona și Madrid în noiembrie 2003. A mai primit premiul pentru Cel mai bun documentar de lungmetraj la Romani Festival for TV and Radio Production Golden Wheel în Skopje, Macedonia. 
Formația apare cântând într-un club din Hamburg în filmul Gegen die Wand (Head-On) al regizorului turc Fatih Akın. În 2004, filmul a câștigat Ursul de Aur la Festivalul Internațional de Film de la Berlin.
Cântecul ”Asfalt Tango” a fost piesa principală de pe coloana sonoră a filmului Fallen Art de Tomasz Bagiński precum și a filmului Son de Daniel Mulloy. 
În octombrie 2004, Asphalt Tango Records a lansat primul DVD Fanfara Ciocârlia, acesta incluzând un concert live integral și Iag Bari, alături de alte fragmente video.
Fanfara Ciocârlia a fost solicitată să înregistreze cântecul formației Steppenwolf Born to be Wild pentru filmul Borat: Învățături din America pentru ca toată nația Kazahstanului să profite. 
Versiunea lor a cântecului "Moliendo Cafe" poate fi auzită pe întreg parcursul comediei spaniole "Crimen ferpecto".De asemenea același cântec poate fi auzit că într-o a serialului animat "Creature commandos".

## Membri
- Paul Marian Bulgaru / Trompetă

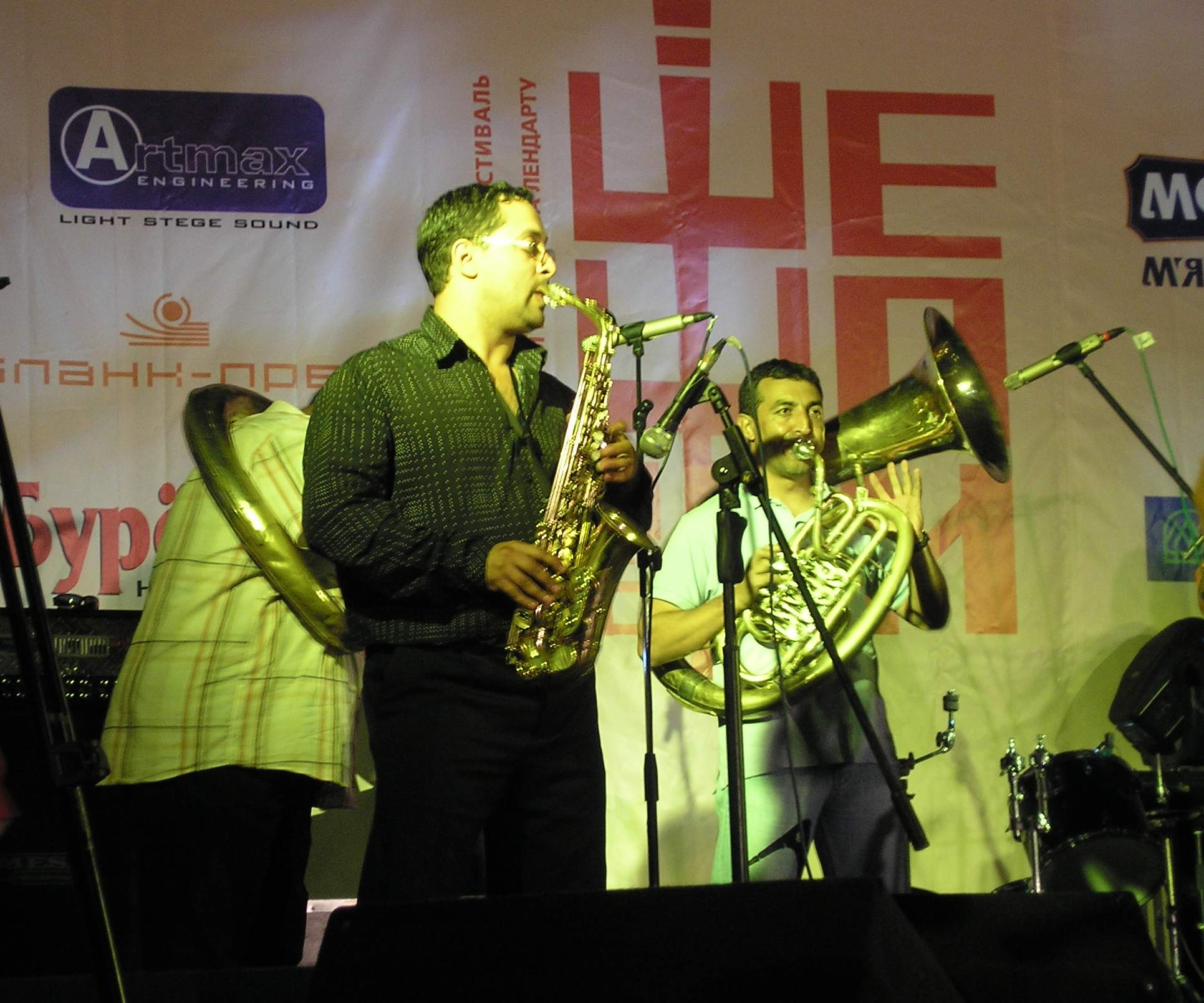

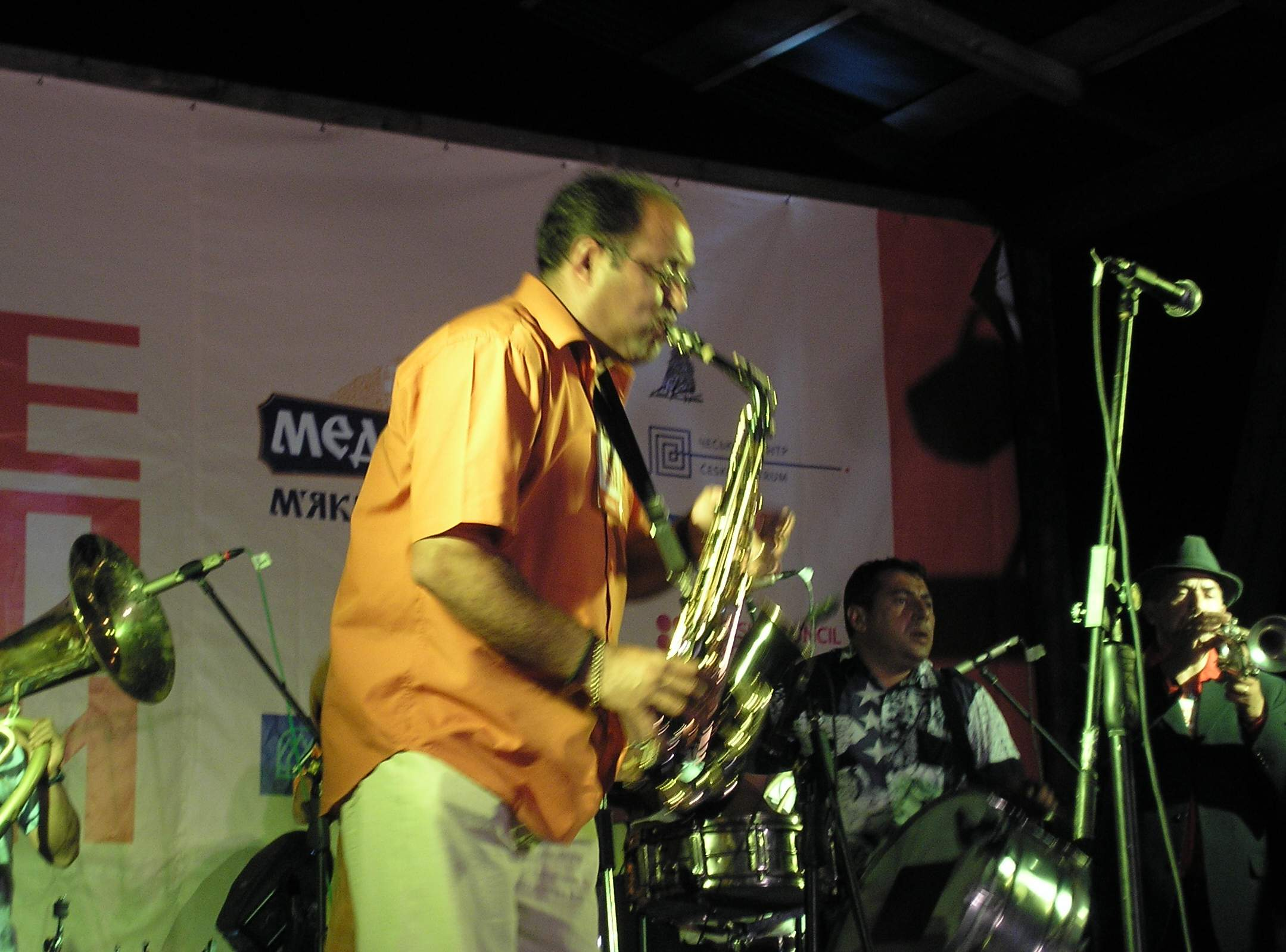

- Constantin „Șulo” Călin / Trompetă bariton
- Constantin „Pînca” Cântea / Tubă
- Paul Benedikt Stehle / Percuție
- Daniel Ivancea / Saxofon
- Ioan Ivancea (șef de orchestră,n. 1934 - d. 20 octombrie 2006)/ Clarinet și voce
- Laurențiu Mihai Ivancea / Trompetă tenor
- Oprică Ivancea / Clarinet și saxofon
- Rădulescu Lazăr / Trompetă și voce
- Costică „Cimai” Trifan / Trompetă și voce
- Monel „Gutzel” Trifan / Tubă
- Costel „Gisniac” Ursu / Tobă

## Discografie

### CDs
- 1998 CD Radio Pascani (CD-PIR 1254)
- 1999 CD Baro Biao - World Wide Wedding (CD-PIR 1364)
- 2001 CD Iag Bari - the Gypsy horns from the mountains beyond (CD-PIR 1577)
- 2005 CD Gili Garabdi - Ancient Secrets of Gypsy Brass (CD-ATR 0605)
- 2007 CD Queens and Kings (CD-ATR1207)
- 2009 CD LIVE! (CD-ATR 2309)
- 2011 CD Balkan Brass Battle  (CD-ATR 2911) împrepună cu Boban & Marko Marcovic Orkestar
- 2014 CD Devil's Tale  (CD-ATR 4414) cu Adrian Raso

### DVDs
- 2004 DVD Gypsy Brass Legends - The Story of the Band (DVD-ATR 0404)

### Filme
- 2004 Fallen Art - Film scurt animat de Tomek Baginski (Muzica: Fanfare Ciocârlia)
- 2004 Contra perete - Film Cinema, o scenă are loc la un concert Fanfare Ciocârlia
- 2003 Iag Bari Brass On Fire - Film documentar despre Fanfare Ciocârlia
- 2006 When the Road bends - tales of a Gypsy Caravan - Film documentar despre turneul orchestrei Fanfare Ciocârlia în SUA, 2001
- 2006 Borat - Film Cinema cu muzica Fanfare Ciocârlia